# Luis Maria Heyden
Pour les articles homonymes, voir Heyden.
Luis Maria Heyden (ou Louis), né le 27 novembre 1893 à Valencia au Venezuela et mort le 9 décembre 1951 à New York, est un ancien joueur de tennis allemand des années 1910 et 1920.

## Biographie
Membre emblématique du Harvestehuder THC de Hambourg, il a remporté plusieurs fois le championnat international d'Allemagne en double et en double mixte dans les années 1920.
Il s'est illustré lors Jeux olympiques de 1912 à Stockholm où il a atteint les quarts de finale en simple. Il perd contre Charles Winslow 6-2, 6-3, 8-10, 4-6, 6-3. Il est également quart de finaliste en double avec Robert Spies.
Il a été finaliste du tournoi de Hambourg en 1920, 1923 et 1924, ainsi que de celui de Budapest contre Béla von Kehrling en 1924.
Il a participé à deux tournois du Grand Chelem : à Wimbledon en 1914 où il accède au troisième tour et à l'US Open en 1926 (défaite au premier tour).

## Palmarès (partiel)

### Finales en simple messieurs
| No | Date | Nom et lieu du tournoi                       | Catégorie | Surface | Vainqueur         | Score         |  |
| -- | ---- | -------------------------------------------- | --------- | ------- | ----------------- | ------------- |  |
| 1  | 1920 | German International Championships, Hambourg |           | NC      | Oskar Kreuzer     | 6-0, 6-0, 6-2 |  |
| 2  | 1923 | German International Championships, Hambourg |           | NC      | Heinz Landmann    | 6-2, 6-3, 7-5 |  |
| 3  | 1924 | German International Championships, Hambourg |           | NC      | Béla von Kehrling | 8-6, 6-1, 9-7 |  |